# Main Ridge
Main Ridge är en del av en befolkad plats i Australien. Den ligger i kommunen Mornington Peninsula och delstaten Victoria, omkring 65 kilometer söder om delstatshuvudstaden Melbourne.
Närmaste större samhälle är Mount Martha, omkring 15 kilometer norr om Main Ridge. 
I omgivningarna runt Main Ridge växer i huvudsak blandskog. Genomsnittlig årsnederbörd är 1 251 millimeter. Den regnigaste månaden är maj, med i genomsnitt 154 mm nederbörd, och den torraste är januari, med 51 mm nederbörd.